# Grgar
Grgar falu Szlovéniában, a Goriška statisztikai régióban található. Közigazgatásilag Nova Goricához tartozik.
A település a Sveta Gora, azaz Szent hegy tövében helyezkedik el, amely a Soča völgy fölé magasodó Banjšice-fennsíktól délnyugatra fekszik.

## Temploma
A település templomát Tours-i Szent Márton tiszteletére emelték és a Koperi egyházmegyéhez tartozik.

## Tömegsírok
Grgar határában a második világháborúhoz kapcsolódó tömegsírok találhatóak. A Podgomila tömegsír (szlovénül: Grobišče Brezno Podgomila), vagy más néven Grobišče Miljavčev brezen, a településtől mintegy egy kilométernyire északra fekszik, a Grgarske Ravne felé vezető út mentén. A sírban a Szlovén Nemzeti Gárda tagjai, valamint olasz hadifoglyok és az 1945 májusában itt kivégzett olasz és szlovén civil áldozatok nyugszanak. A Jošč tömegsír (szlovénül: Grobišče Joščevo brezno) a Grgarske Ravne felé vezető út bal oldalán található, mintegy egy kilométernyire északra a településtől. A sírban eddig azonosítatlan személyek földi maradványai nyugszanak.

## Híres személyek
- Matej Bor, Vladimir Pavšič költő álneve (1913–1993)

## Fordítás
- Ez a szócikk részben vagy egészben  a   Grgar című angol Wikipédia-szócikk ezen változatának fordításán alapul.  Az eredeti cikk szerkesztőit annak laptörténete sorolja fel. Ez a jelzés csupán a megfogalmazás eredetét és a szerzői jogokat jelzi, nem szolgál a cikkben szereplő információk forrásmegjelöléseként.